# Хасанов, Марс Магнавиевич
Хасанов Марс Магнавиевич (22 мая 1955 года, село Толбазы Аургазинского района Башкирской АССР) — российский учёный, доктор технических наук, профессор, почётный академик Академии наук Республики Башкортостан, директор «Газпром нефти» по науке, сопредседатель наблюдательного совета SPE России и стран Каспийского региона. Профессор кафедры глобальной энергетической политики и энергетической безопасности МГИМО, профессор Санкт-Петербургского политехнического университета Петра Великого, почётный профессор МФТИ и Башкирского государственного университета (ныне Уфимский университет науки и технологий). Заслуженный деятель науки РФ (2016).

## Биография
В 1977 году окончил физический факультет Башкирского государственного университета (ныне Уфимский университет науки и технологий). В 1978—1981 годах — инженер Института органической химии БФАН СССР.
В 1981—1993 годах — инженер, ассистент, доцент, профессор УНИ (УГНТУ). В 1985 году защитил кандидатскую диссертацию на тему: «Исследование нелинейных гидродинамических и теплообменных моделей для расчета и качественного анализа движения сред с переменными параметрами в трубах и пористых средах».
В 1992 году защитил диссертацию на соискание степени доктора технических наук на тему: «Исследование движений реофизически сложных жидкостей в трубах и пористых средах», профессор с 1993 года.
В 1993—1999 годах — заведующий лабораторией, заместитель директора, директор ВНИИЦ «Нефтегазтехнология» (Уфа). В 1999—2002 годах — директор Уфимского филиала «ЮганскНИПИнефть». С 2002 по 2005 год — директор по науке Московского технологического центра ЗАО «ЮКОС ЭП»..
С 2005 года по 2011 год — директор по науке ПАО НК «Роснефть».
С 2006 по 2011 год являлся профессором кафедры глобальной энергетической политики и энергетической безопасности МГИМО, в настоящее время — профессор профессор Санкт-Петербургского политехнического университета Петра Великого.
C 2011 по июль 2019 года возглавлял Научно-Технический Центр «Газпром нефти» (ООО «Газпромнефть НТЦ»). При участии Марса Хасанова создана Северо-Западная секция Международного общества инженеров нефтегазовой промышленности (SPE). В 2013 году являлся руководителем Рабочей группы Консультативного совета по инновационному развитию нефтегазового комплекса Минэнерго России и технологической платформы «Технологии добычи и использования углеводородов».
В 2016 году Совет директоров Общества инженеров нефтегазовой промышленности избрал Марса Хасанова сопредседателем Наблюдательного совета SPE в России и Каспийском регионе.
В 2019 году назначен на должность директора по науке «Газпром нефти».
Ответственный редактор книжной серии «Нефтегазовый инжиниринг», выпускаемой «Газпром нефтью». Серия включает мировые бестселлеры нефтегазовой отрасли и впервые переводятся на русский язык. Главный редактор журнала «PROнефть. Профессионально о нефти». Член редакционной коллегии старейшего в России отраслевого профессионального журнала «Нефтяное хозяйство».

## Научная деятельность
Автор более 240 научных работ, 6 монографий и многих патентов на изобретения. Разработал методологию проектирования и мониторинга процессов нефтегазодобычи, позволяющую описать систему «пласт — скважины — обустройство — внешняя инфраструктура» в рамках единой интегрированной модели.

## Научные работы
Автор более 240 научных и учебно-методических работ, в том числе 4 монографии и 2 учебно-методических пособия (монографии), 39 патентов на изобретения и 19 свидетельств о регистрации программных продуктов.

### Основные патенты на изобретения
- Ямалиев В. У., Хасанов М. М., Якупов Р. Н., Ишемгужин Е. И., Кузеев И. Р., Солодовников Д. С. Способ определения работоспособности породоразрушающего инструмента / Патент на изобретение RU 2188939 C1, 10.09.2002. Заявка № 2001113974/03 от 25.05.2001.
- Кузнецов О. Л., Дыбленко В. П., Чиркин И. А., Хасанов М. М. и др. Способ разработки нефтяного месторождения / Патент на изобретение RU 2291955 C1, 20.01.2007. Заявка № 2005121756/03 от 11.07.2005
- Мирзаджанзаде А. Х., Ямалиев В. У., Хасанов М. М., Ишемгужин Е. И., Галеев Р. М., Якупов Р. Н., Имаева Э. Ш. Способ определения работоспособности породоразрушающего инструмента / Патент на изобретение RU 2182659 C1, 20.05.2002. Заявка № 2001107329/03 от 19.03.2001.
- Латыпов А. Р., Потапов А. М., Манапов Т. Ф., Хисамутдинов Н. И., Телин А. Г., Хасанов М. М. Способ доразработки нефтяного месторождения / Патент на изобретение RU 2072033 C1, 20.01.1997. Заявка № 94014968/03 от 26.04.1994.
- Хасанов М. М., Хатмуллин И. Ф., Хамитов И. Г., Абабков К. В. Способ контроля за разработкой нефтяных залежей / Патент на изобретение RU 2135766 C1, 27.08.1999. Заявка № 98110148/03 от 28.05.1998.

### Монографии
- Хасанов М. М. Нелинейные и неравновесные эффекты в реологически сложных средах. Сер. «Современные нефтегазовые технологии». — Москва: Ижевский институт компьютерных исследований, 2003. — 287 с. — ISBN 5-93972-220-2.
- Хасанов М. М. Моделирование процессов нефтегазодобычи / А. Х. Мирзаджанзаде, М. М. Хасанов, Р. Н. Бахтизин. — М.: Ин-т компьютерных исследований, 2004. — 367 с. — ISBN 5-93972-328-4.
- Хасанов М. М. Этюды о моделировании сложных систем нефтедобычи. Нелинейность, неравновесность, неопределенность. Сер. «Библиотека нефтегазового дела» / Бахтизин Р. Н., Мирзаджанзаде А. Х., Хасанов М. М. — Уфа: Издательство «Нефтегазовое дело», 2009. — 433 с. — ISBN 978-5-98755-075-5.
- Хасанов М. М. Организационно-экономические аспекты декарбонизации энергетики России / Ильинский А. А., Саитова А. А., Хасанов М. М. — Санкт-Петербург, 2023. — 248 с. — ISBN 978-5-7422-8086-6.

### Учебные и методические пособия
- Хасанов М. М. Этюды о моделировании сложных систем нефтедобычи. Нелинейность, неравновесность, неопределенность / Мирзаджанзаде А. Х., Хасанов М. М., Бахтизин Р. Н. — Уфа: "Издательство «Гилем», 1999. — 462 с. — ISBN 5-7501-0148-7.
- Хасанов М. М. Методическое руководство по контролю и регулированию реологических и теплофизических свойств систем трубопроводного транспорта / Мирзаджанзаде А. Х., Галлямов А. К., Хасанов М. М. и др. — Уфа, 1985. — 137 с. — УДК: 622.69.

### Основные научные статьи

#### на английском языке
- Yakovlev V. V., Khasanov M. M., Prokofiev D. O. TECHNOLOGY DEVELOPMENT IN UPSTREAM DIVISION OF GAZPROM NEFT // Journal of Petroleum Technology. 2017. Т. 69. № 4. С. 56.
- Tlmonov A. V., Zagurenko A. G., Hasanov M. M., Pasynkov A. G., Afanasiev I. S. SYSTEM APPROACH TO HYDRAULIC FRACTURING OPTIMIZATION IN ROSNEFT OILFIELDS // SPE Russian Oil and Gas Technical Conference and Exhibition 2006. Moscow, 2006. С. 1051—1059.
- Ямалиев В. У., Хасанов М., Ишемгужин И. Е., Имаева Е. ANALYSIS OF OIL FIELD EQUIPMENT CONDITION IN THE PROCESS OF EXPLOITATION // Intellectual Service for Oil & Gas Industry: analysis, Solutions, Perspectives. Уфа, 2007. С. 61-67.
- Khasanov M., Krasnov V., Musabirov T., Mukhamedshin R. NOVEL APPLICATIONS APPROACH TO WATERFLOOD DESIGN TO ENHANCE PATTERN PERFORMANCE WITH MASSIVE HYDRAULIC FRACTURING // Society of Petroleum Engineers — SPE/EAGE Reservoir Characterization and Simulation Conference 2009 — Overcoming Modeling Challenges to Optimize Recovery. Abu Dhabi, 2009. С. 984—1000.

#### на русском языке
- Хасанов М. М., Бахтизин Р. Н. Восстановление пластового давления по данным нормальной эксплуатации скважин // Инженерно-физический журнал. 1985. Т. 49. № 3. С. 398—402.
- Хасанов М. М. Фрактальные характеристики динамики объектов управления // Автоматика и телемеханика. 1993. № 2. С. 59.
- Хасанов М. М. Исследование движения Rheopectic Media // Инженерно-физический журнал. 1994. Т. 66. № 6. С. 715—720.
- Хасанов М. М., Рыжков А. Б., Уразаков Т. К., Караваев А. Д., Мухамедшин Р. К. Решение обратной задачи нахождения относительных фазовых проницаемостей для нестационарной двухфазной фильтрации в составной модели нефтяного пласта // Башкирский химический журнал. 2001. № 3. С. 47.
- Хасанов М. М., Исмагилов Т. А., Мангазеев В. П., Растрогин А. Е., Кольчугин И. С., Тян Н. С. Применение сшитых полимерно-гелевых составов для повышения нефтеотдачи // Нефтяное хозяйство. 2002. № 7. С. 110.
- Хасанов М. М., Кудряшов С. И., Белкина Е. Ю., Павлов В. А., Тарасов П. А. Количественные методы использования аналогов в задачах разведки и разработки месторождений // Нефтяное хозяйство. 2015. № 4. С. 43-47.
- Хасанов М. М., Прокофьев Д. О., Ушмаев О. С., Белозеров Б. В., Гильманов Р. Р., Маргарит А. С. Перспективные технологии Big Data в нефтяном инжиниринге: опыт компании «Газпром нефть» Нефтяное хозяйство. 2016. № 12. С. 76-79.
- Хасанов М. М., Мальцев А. А. Моделирование кислотной обработки полимиктового коллектора // Записки Горного института. 2021. Т. 251. С. 678—687.

## Награды, премии и почётные звания
- Заслуженный деятель науки Российской Федерации (2016)[22].
- Лауреат премии Правительства Санкт-Петербурга за выдающиеся достижения в области высшего образования и среднего профессионального образования (2022)[23].
- Присвоен статус «Выдающийся член Международного общества инженеров-нефтяников (SPE)» (2019)[24]
- Почётный академик Академии наук Республики Башкортостан (2016)[1].
- Почётный работник науки и техники Российской Федерации (2015).
- Звание «Почётный нефтяник» (2015).
- Почётная грамота Министерства энергетики РФ.